# Renan Bressan
Renan Bardini Bressan (in bielorusso Рэнан Бардзіні Брэссан?, Rėnan Bardzini Brėssan; Tubarão, 3 novembre 1988) è un ex calciatore brasiliano naturalizzato bielorusso, di ruolo centrocampista.

## Caratteristiche tecniche
Trequartista brevilineo di notevole tecnica e grande rapidità, è ambidestro. È anche un abile tiratore di calci piazzati.

## Carriera

### Club

#### Atletico Cidade e Gomel
Muove i primi passi nel calcio con il piccolo club brasiliano dell'Atletico Cidade, nel 2005, firmando un contratto a 150 dollari al mese. Notato da alcuni osservatori, viene proposto agli ucraini del Karpaty, ma nel 2007 si accorda ufficialmente con i bielorussi del FC Gomel. Debutta così in Vyšėjšaja Liha il 14 aprile 2007 nella vittoria interna per 3-1 contro il Naftan, e il 27 ottobre segna il suo primo gol contro il FK Brest. Il 17 agosto 2008 debutta anche in Coppa UEFA, nel doppio incontro contro perso contro il Legia Varsavia.

#### BATE Borisov
Nel 2010, dopo sue stagioni e mezza a Homel', si trasferisce a titolo definitivo al BATE Borisov, e la prima stagione si rivela assai positiva: con 32 presenze e 15 reti in campionato, più 4 reti in altrettante partite nella Coppa di Bielorussia contribuisce in maniera decisiva alla vittoria del campionato, ottenendo anche il titolo di capocannoniere.
Il 14 luglio 2010 debutta in Champions League nel preliminare vinto contro gli islandesi dell'Hafnarfjörðar, e segna anche la seconda rete del 5-1 finale dell'andata. Disputa anche i due successivi incontri contro il Copenaghen (0-0 e 2-3) che segnano l'uscita della squadra dalla competizione. Gioca, in seguito, da titolare, tutte le partite del gruppo di Europa League 2010-2011, e agli ottavi di finale, il 17 febbraio 2011, segna la rete del vantaggio iniziale nella partita contro il Paris Saint-Germain, finita 2-2. Il successivo pareggio per 0-0 a Parigi, dove è comunque tra i migliori in campo, determina poi l'eliminazione del club dal torneo. In campionato, invece, il Bate Borisov bissa il successo dell'anno precedente, laureandosi campione di Bielorussia per il secondo anno consecutivo, e Bressan, con 13 reti, si conferma ancora come topscorer del torneo, e miglior calciatore Bielorusso dell'anno.
Nella 2012 il club riesce per la prima volta a qualificarsi per la fase a gironi della Champions League, battendo Linfield, Ekranas (con un suo gol) e al turno decisivo lo Sturm Graz. Il 1º novembre 2011 è l'autore del gol del definitivo pareggio per 1-1 contro il Milan.

#### Alanija Vladikavkaz
Il 27 novembre 2012 viene acquistato a titolo definitivo per 3,5 milioni dai russi dell'Alanija Vladikavkaz, con cui firma un contratto triennale.

### Nazionale
Il 17 dicembre 2010 ha ottenuto il passaporto bielorusso, rendendosi così eleggibile per la Nazionale bielorussa. Convocato per le Olimpiadi di Londra del 2012, in cui ha giocato quattro partite, segnando proprio al Brasile. Il 29 febbraio 2012 ha esordito in Nazionale Maggiore nell'amichevole pareggiata 0-0 contro la Moldavia.

## Palmarès

### Club
- Campionato bielorusso: 2

BATĖ Borisov: 2010, 2011
- Coppa di Bielorussia: 1

BATĖ Borisov: 2009-2010
- Supercoppa di Bielorussia: 1

BATĖ Borisov: 2011

### Individuale
- Capocannoniere della Vyšėjšaja Liha: 2

2010 (15 gol), 2011 (13 gol)